# Azeta metaspila
Azeta metaspila är en fjärilsart som beskrevs av Walker 1865. Azeta metaspila ingår i släktet Azeta och familjen nattflyn. Inga underarter finns listade i Catalogue of Life.